# QM Music
QM Music – wytwórnia płytowa założona w 2008 roku przez Jakuba Majoch. Dla QM Music nagrywają: Maciej Maleńczuk, Paweł Kukiz, Kayah, Renata Przemyk, Ewelina Flinta, Maria Sadowska, Krzysztof Krawczyk, Anna Serafińska, Janusz Szrom, Stanisław Soyka, Joanna Jabłczyńska. Wytwórnia zakończyła działalność w roku 2016.

## Wydawnictwa
| Artysta                                         | Album                    |
| ----------------------------------------------- | ------------------------ |
| Maria Sadowska                                  | Demakijaż                |
| Maciej Maleńczuk & Paweł Kukiz                  | Starsi panowie           |
| Maria Sadowska & Anna Serafińska & Janusz Szrom | Kaczmarski & Jazz        |
| Kayah & Renata Przemyk                          | Panienki z temperamentem |
| Joanna Jabłczyńska                              | Papparapa                |
| Wojciech Waglewski                              | The Best and The Rest    |